# SDSS J010657.39-100003.3
SDSS J010657.39-100003.3 (J0106-1000) – układ podwójny składający się z dwóch znajdujących się bardzo blisko siebie białych karłów. Oddalony o około 7800 lat świetlnych układ położony jest w gwiazdozbiorze Wieloryba. Jest to najbardziej ciasny ze wszystkich znanych układów podwójnych składających się z białych karłów.
Bezpośrednio zaobserwowano tylko jedną gwiazdę, istnienie drugiej zostało wyliczone na podstawie ruchu widzialnego komponentu układu. Masa mniejszej, widzialnej gwiazdy wynosi ok. 0,17 M☉, masa jej większego, niewidzialnego towarzysza wynosi ok. 0,43 M☉. Gwiazdy oddalone są od siebie tylko o 0,32 R☉ (mniej niż odległość Ziemi od Księżyca), okrążają się nawzajem co zaledwie 39 minut, poruszając się przy tym z prędkością ok. 434 km/s.
Poruszając się tak blisko siebie, gwiazdy powoli zwalniają i zbliżają się do siebie jeszcze bardziej. Za około 37 milionów lat połączą się w jedną gwiazdę, na tyle masywną, że w jej wnętrzu rozpocznie się reakcja termojądrowa i zabłyśnie ona jasnym blaskiem. Połączona masa obydwu białych karłów nie jest na tyle duża, aby w wyniku ich połączenia wybuchła supernowa.